# Bros
Bros es una película de comedia romántica con temática LGBT estadounidense de 2022 dirigida por Nicholas Stoller a partir de un guion que coescribió con Billy Eichner, quien también protagoniza y productor ejecutivo. Stoller y Judd Apatow son los productores de la película. La película también está protagonizada por Luke Macfarlane, Bowen Yang, Harvey Fierstein, Ts Madison, Monica Raymund, Guillermo Díaz, Guy Branum, Amanda Bearse y Jim Rash. Es la cuarta comedia romántica LGBT de un importante estudio heredado y la segunda en tener un elenco principal abiertamente LGBT, después de Fire Island (2022).
Bros tuvo su estreno mundial en el Festival Internacional de Cine de Toronto de 2022 el 9 de septiembre de 2022 y fue estrenada en cines en los Estados Unidos el 30 de septiembre de 2022 por Universal Pictures. La película recibió críticas positivas de los críticos.

## Argumento
Bobby Leiber está haciendo otro episodio de su programa de radio/podcast "The Undécimo Brick at Stonewall", hablando con las personas que llaman sobre sus obras escritas sobre la historia gay y los íconos gay. Afirma estar bien con estar soltero y nunca haber encontrado el amor, por lo que se conecta con chicos al azar en Grindr.
Más tarde, Bobby asiste a una ceremonia de entrega de premios para la comunidad LGBTQ, con la asistencia de Kristin Chenoweth y un sombrero con el tema de Stonewall. Bobby gana un premio al "mejor hombre gay cis". Les anuncia a todos que ha aceptado un puesto como curador para el próximo Museo Nacional de Historia LGBTQ+, el primero de este tipo tanto en la ciudad de Nueva York como en el mundo. Mientras está allí, presenta una exhibición en la que Abraham Lincoln era gay, mientras que otros discuten sobre cómo sus orientaciones no han sido suficientemente representadas.
Bobby se une a su amigo Henry en un club nocturno donde se está lanzando una nueva aplicación de citas para hombres homosexuales. Allí, Bobby ve a Aaron Shepard, a quien Henry describe como atractivo pero aburrido. Aaron se une a los chicos en el balcón y comienza a charlar con Bobby. Intercambian bromas sarcásticas y luego van al bar a beber, donde Bobby intenta besar a Aaron, pero Aaron mueve la cabeza. Bobby se enfrenta a Aaron al respecto en la pista de baile y se besan, pero Aaron no parece estar interesado en Bobby.
Bobby intenta ligar con otro chico de Grindr, pero primero exige una foto del trasero de Bobby. Bobby intenta afeitarse y tomar una buena foto, pero el tipo bloquea a Bobby. Luego recibe un mensaje de texto de Aaron, quien obtuvo su número de Henry. Después de un poco de ida y vuelta, los dos acuerdan pasar el rato.
Bobby y Aaron recorren la ciudad y van a ver una película al estilo de "Brokeback Mountain" sobre hombres de la frontera gay. Se encuentran con un amigo del casco antiguo de Aaron, Josh, y su prometida Samantha. Luego, Aaron admite que solía estar enamorado de Josh, lo que hace que Bobby se ponga a la defensiva. Después de una breve discusión, Bobby va al apartamento de Aaron para enrollarse, pero Bobby se va. La próxima vez que pasan el rato, Bobby le da a Aaron un recorrido por el museo mientras se prepara para la inauguración de gala. Mientras Aaron mira las exhibiciones de otros íconos históricos, se siente frustrado porque odia su trabajo y no ve muchas perspectivas para sí mismo. Se va abruptamente, haciendo que Bobby se sienta molesto y confundido. Más tarde, Aaron recibe una llamada de su madre Annie, quien le informa que Josh ha terminado su compromiso porque recientemente se declaró gay.
En el trabajo, le dicen a Bobby que Debra Messing quiere hacer una donación al museo porque le preocupa que la cancelen después de compararse con Viola Davis. Cuando Bobby la conoce, termina quejándose de sus complicados sentimientos y su relación con Aaron. Debra comenta cuántos hombres homosexuales la asocian con su papel en Will and Grace y le expresan sus sentimientos, por lo que termina yéndose sin donar.
Después de no verse por un tiempo, Bobby y Aaron van al parque y charlan, pero Bobby descubre a Aaron mirando a un grupo de chicos sin camisa jugando al fútbol, lo que los lleva a luchar juguetonamente antes de besarse. Regresan al lugar de Aaron para seguir luchando y eventualmente tener relaciones sexuales. Luego, Aaron le admite a Bobby que su sueño original era ser chocolatero y hacer sus propios bombones, pero lo dejó porque era inalcanzable. Bobby luego invita a Aaron a ir de viaje con él a Provincetown.
En el viaje, Bobby lleva a Aaron a hacer una propuesta a un millonario excéntrico, Lawrence Grape, ya que podría donarlo al museo. Cuando parece que Lawrence no está impresionado por el tono de Bobby, Aaron lo convence de que escuche lo que Lawrence quiere. Lawrence ofrece su sugerencia, un paseo en carro a través de una casa encantada gay de trauma LGBTQ. Si bien a Bobby le resulta extraño, el aporte de Aaron ayuda a convencer a Lawrence de que done $5 millones. Bobby está impresionado, y los dos continúan acercándose románticamente a medida que Bobby se sincera con Aaron sobre cómo sintió que tuvo que atenuar su comportamiento y su homosexualidad para que los demás se sintieran cómodos.
La mamá, el papá y el hermano de Aaron van a la ciudad para pasar tiempo con Aaron y Bobby. Bobby procede a hablar extensamente sobre la historia gay y otros temas relacionados con los homosexuales, que Aaron le pide a Bobby que baje el tono y que "sea normal". Durante la cena, Bobby saca a relucir el tema de preguntar por qué Annie (que es maestra) no les cuenta a sus alumnos sobre la historia gay, lo que parece incomodar a la mesa. Cuando Aaron intenta que se calle, Bobby deja escapar que Aaron odia su vida. Los dos luego discuten después de la cena y se separan.
Más tarde, Aaron pasa tiempo con Josh, y Bobby los descubre besándose después de jugar a la lucha libre. Vuelve a discutir con Aaron, afirmando que siente que Aaron simplemente no lo encuentra atractivo como lo hace con Josh, y también expresa sus sentimientos por tener que bajar el tono de quién es durante toda su vida. Aaron responde que él es la prueba de que Bobby es más adorable de lo que cree, pero Bobby simplemente se marcha furioso.
Bobby intenta usar esteroides para ponerse en forma, pero una emergencia en el museo lo interrumpe. La gente amenaza con boicotear y retirar donaciones por la exhibición gay de Lincoln. Bobby quiere luchar por él, pero sus compañeros de trabajo están de acuerdo en deshacerse de él. Esto lo lleva a gritar y gritar a todos, agarrando una bandera del orgullo y peleando con los demás por ella. Bobby todavía intenta ir al gimnasio para su "ventana de entrenamiento" con los esteroides. Conoce a un chico en el gimnasio llamado Joel, que usa una voz de "hermano" en un tono más bajo para atraerlo. Regresan al lugar de Joel para conectarse, pero cuando Bobby usa su voz real, Joel se asusta y le dice a Bobby que se vaya.
Después de un tiempo, Bobby regresa al trabajo y se reconcilia con sus compañeros de trabajo por sus problemas de ira. Los demás, incluidas Angela y Wanda, admiten que también tienen sus propios problemas de ira por cuestiones como sus identidades sexuales. Todos acuerdan comprometerse con las exhibiciones que se presentarán. Mientras tanto, Aaron deja su trabajo y cumple su sueño de hacer chocolates, diciéndole a Bobby que todas las ganancias irán al museo.
En la noche de inauguración del museo, se presenta una gran multitud. El museo tuvo apariciones de celebridades como Ben Stiller como guardia virtual del museo (un guiño a su papel en Night at the Museum), junto con Kenan Thompson como James Baldwin, Amy Schumer como Eleanor Roosevelt y Seth Meyers como Harvey Milk. Bobby extraña a Aaron y, después de hablar con Tina, decide enviarle un mensaje de texto "Oye, ¿qué pasa?". . Aaron, que ha estado saliendo con Jason, recibe el mensaje de texto y su hermano lo alienta a perseguir a quien ama. Aaron corre hacia el museo y llega justo cuando Bobby está dando un gran discurso a la multitud. Cuando Bobby ve aparecer a Aaron, procede a cantar una canción que escribió sobre su relación, inspirada en la música de Garth Brooks (el cantante favorito de Aaron). Conmueve a la multitud, y Bobby corre hacia la multitud para que él y Aaron puedan besarse, lo que hace que todos los animen. Acuerdan salir durante tres meses antes de volver a evaluar su relación.
Tres meses después, Annie trae a su clase de segundo grado al museo. Bobby y Aaron todavía están saliendo, pero Bobby se escapa juguetonamente cuando Aaron le pregunta si alguna vez quiere tener hijos.

## Reparto
- Billy Eichner como Bobby Lieber
- Luke Macfarlane como Aaron Shepherd
- Ts Madison como Angela
- Monica Raymund como Tina
- Guillermo Díaz como Edgar
- Guy Branum como Henry
- Amanda Bearse como Anne Shepherd
- Jim Rash como Robert
- Bowen Yang como Lawrence Grape
- Miss Lawrence como Wanda
- Harvey Fierstein como Lewis
- Symone como Marty
- Eve Lindley como Tamara
- D'Lo Srijaerajah como Tom
- Jai Rodríguez como Jason Shepherd
- Peter Kim como Pedro
- Dot-Marie Jones como cereza
- Becca Blackwell como Lucas
- Brock Ciarlelli como Steve
- Kristin Chenoweth[5] como Ella misma
- Debra Messing[5] como Ella misma
- Justin Covington como Pablo
- Ben Stiller como Él mismo
- Kenan Thompson como James Baldwin
- Amy Schumer como Eleanor Roosevelt
- Seth Meyers como Harvey Milk

## Producción
El 5 de febrero de 2019, se anunció que Billy Eichner escribiría, produciría y protagonizaría una película de comedia romántica, dirigida y coescrita por Nick Stoller. La fotografía principal estaba programada para comenzar el 7 de junio de 2021 en Buffalo, Nueva York y Provincetown, Massachusetts. El rodaje tuvo lugar posteriormente en Manhattan y en el centro de Cranford, Nueva Jersey.
La mayor parte del elenco se reveló el 23 de septiembre de 2021, y el 30 de septiembre de 2021. Se reveló que Bowen Yang y Harvey Fierstein se unieron al elenco el 4 de noviembre de 2021, y Benito Skinner se unió al elenco al día siguiente, aunque su papel fue eliminado de la película final.
La película es la primera comedia romántica gay de un estudio importante que presenta un elenco principal completamente LGBTQ; Debra Messing y Kristin Chenoweth también están en el elenco, y Stoller las llama "aliadas" de la comunidad.

## Marketing
El primer tráiler, denominado "NSFW Trailer", se lanzó el 18 de mayo de 2022. El avance oficial se lanzó el 16 de junio de 2022.

## Lanzamiento
Bros tuvo su estreno mundial en el Festival Internacional de Cine de Toronto el 9 de septiembre de 2022, y fue estrenada en cines en los Estados Unidos el 30 de septiembre de 2022 por Universal Pictures. Originalmente estaba programado para su lanzamiento el 12 de agosto de 2022.

## Recepción

### Taquilla
En los Estados Unidos y Canadá, Bros se estrenó junto con Smile e inicialmente se proyectó que recaudaría entre $8 y 10 millones en 3300 salas de cine en su primer fin de semana. Después de ganar $1,8 millones en su primer día de lanzamiento, incluidos $500,000 de las vistas previas del jueves por la noche, las proyecciones se revisaron a $ 4-5 millones. La película debutó con $4,8 millones y terminó cuarta en la taquilla.

### Respuesta crítica
En el sitio web del agregador de reseñas Rotten Tomatoes, la película tiene un índice de aprobación del 91% basado en 129 reseñas, con una calificación promedio de 7.8/10. El consenso de los críticos del sitio dice: "Bros marca un paso adelante en la representación de las comedias románticas, y lo que es más importante, es muy divertido de ver". En Metacritic, la película tiene una puntuación media ponderada de 77 sobre 100 basada en 34 críticos, lo que indica "críticas generalmente favorables". El público encuestado por CinemaScore le dio a la película una calificación promedio de "A" en una escala de A+ a F, mientras que los de PostTrak le dieron a la película un puntaje positivo general del 80%, y el 69% dijo que definitivamente la recomendaría.